# Super Dimensional Fortress Macross II: Lovers Again
Макросс II (яп. 超時空要塞マクロスII Lovers Again Chō Jikū Yōsai Makurosu II: Rabāzu Agein), полное название «Гиперпространственная крепость Макросс II: Снова влюблённые» или Super Dimensional Fortress Macross II, — первый аниме-сиквел к Гиперпространственная крепость Макросс, в котором представлены совершенно новые персонажи. OVA была выпущена студией Big West.

## Сюжет
После Первой космической войны проходит 80 лет. Её участники, расы людей и Зентреди теперь мирно сосуществуют на Земле. Однако вскоре появляется новая угроза — на планету ведёт свои боевые корабли цивилизация Мардук.

## Персонажи
Хибики Кандзаки  (яп. 神崎 ヒビキ Кандзаки Хибики) — репортёр телестудии SNN. Он занимается съёмкой скандальных новостей и интересуется только рейтингом. Однако всё меняется после задания отснять первый контакт с новой расой. Во время съёмки вооружённого конфликта он случайным образом оказывается на вражеском корабле, где находит девушку без сознания и забирает её с собой.
Сэйю — Цутому Такаяма
Иштар (яп. イシュタル Исютару) — «подражатель» воинов Мардук. Своим пением она способна контролировать Зентреди.
Сэйю — Хироко Касахара
Сильвия Джина (яп. シルビー·ジーナ Сируби: Дзи:на) — первоклассный пилот валькирии. Внучка «Ледяной» Мирии и Максимилиана Джениуса, второстепенных героев первого сериала Макро.
Сэйю Юми Тома

### Список серий
| № серии | Название                                                             | Трансляция в Японии   |
| ------- | -------------------------------------------------------------------- | --------------------- |
| 1       | Контакт «Kontakuto» (コンタクト)                                     | 21 мая 1992 года      |
| 2       | Иштар «Ishutaru» (イシュタル)                                        | 21 июня 1992 года     |
| 3       | Фестиваль «Fesutibaru» (フェスティバル)                              | 21 августа 1992 года  |
| 4       | Волнение Мардук «Marudūku Disuōda» (マルドゥーク·ディスオーダ)       | 24 сентября 1992 года |
| 5       | Трудная дорога к Макроссу «Sutēshon Bureiku» (ステーション·ブレイク) | 22 октября 1992 года  |
| 6       | Петь вместе «Shingu Arongu» (シング·アロング)                        | 21 ноября 1992 года   |